# نوماران
نوماران (به لاتین: Caenophidia) (واژه Caeno به معنی «نو» و phidia به معنی مارها) مشتق شده از مارهای ناکورماریان است که بیش از ۸۰٪ از همه گونه‌های موجود مارها را شامل می‌شود. در این دسته، بزرگ‌ترین خانواده قمچه‌ماران است، اما دستِکم هفت خانواده دیگر را نیز دربر می‌گیرد، که حداقل چهار مورد از آن‌ها زمانی به عنوان "Colubridae" طبقه‌بندی می‌شدند، پیش از اینکه تبارزایی مولکولی به ما در درک روابط آنها کمک کند، مشخص شده‌است که تک‌تباری است.